# Federación de las mujeres suizas contra el sufragio femenino
La Federación de las mujeres suizas contra el sufragio femenino [en alemán: Bund der Schweizerinnen gegen das Frauenstimmrecht] fue una asociación de mujeres suizas que hizo campaña contra el sufragio femenino en Suiza en la década de 1960.
Fundado en 1958 por Gertrud Haldimann como un «comité de mujeres contra la introducción del sufragio femenino en Suiza»; el gobierno federal prevaleció en el primer referéndum nacional sobre el sufragio femenino en 1959, que tuvo un resultado negativo, pero fue derrotado en 1971 y el comité se disolvió. Las activistas justificaron su acción contra el sufragio femenino con la conservación de los roles tradicionales de hombres y mujeres, aunque muchas de las integrantes no se adaptaban a estos modelos.

## Miembros
Los miembros de la Federación eran mujeres bien educadas, muchas de las cueles poseían títulos académicos, eran solteras o tenían trabajos. Muchas estaban emparentadas o vinculadas profesionalmente con políticos que se oponían al sufragio femenino. Contrariamente a las acusaciones que a menudo se hacen en su contra, no eran títeres de estos hombres, sino activistas comprometidas y motivadas.
Las partidarias del sufragio femenino acusaban a las opositoras de querer sobre todo, como grupo elitista de clase alta, mantener su supremacía sobre las «mujeres corrientes». Las defensoras y opositoras activas del sufragio femenino no diferían significativamente en cuanto a origen, religión o posición económica, por lo que sobre todo las experiencias personales y las actitudes hacia los roles sociales de género fueron decisivas para la actitud individual.
Las activistas federales contrarias al voto femenino participaron activamente en la discusión política sobre tema. Así, escribieron artículos en la prensa y aparecieron como oradores en congresos de partidos o en debates de televisión y radio. Sin embargo, al hacerlo, relativizaban sus propios argumentos de que las mujeres no querían o no podían ejercer los derechos políticos por sí mismas. Las defensoras del sufragio femenino, por otro lado, se reprimieron deliberadamente para permitir que los hombres convencieran a otros hombres.
En general, la federación FMSCSF estaba formada por unos pocos cientos de mujeres que también se organizaban en secciones cantonales, como por ejemplo, en Lucerna y Zúrich. Según sus estatutos, la Confederación de Zúrich de la FMSCSF hizo campaña contra el sufragio femenino, por el «bienestar de la mujer y la familia» y la «influencia de la mujer en la sociedad», como un derecho regulado legalmente a opinar en cuestiones de la Iglesia, la escuela y el bienestar público. Los documentos de la Confederación de Zúrich están en poder de los Archivos del Estado del Cantón de Zúrich.
Después de la introducción del sufragio femenino a nivel nacional en 1971, la federación FMSCSF se disolvió y sus miembros hicieron uso de sus nuevos derechos políticos. Algunas también intentaron motivar a las mujeres conservadoras a participar en política.
Entre las líderes y activistas prominentes de la FMSCSF estaban:
- Gertrud Haldimann (1907-2001), cofundadora, presidenta de la FMSCSF de 1959 a 1967,[5] farmacéutica;
- Ida Monn-Krieger (1916-1970), cofundadora, secretaria y presidenta federal de 1967 a 1970;[6]
- Josefine Steffen-Zehnder (1902-1964), doctora en historia y directora de una residencia de estudiantes, presidenta de la Federación de mujeres de Lucerna contra el sufragio femenino

## Argumentos y motivación
Los miembros de la Confederación argumentaron principalmente sobre la base del rol tradicional de género de la mujer, que asignaba el hogar y la familia como su campo de acción. En su opinión, el empleo político quitaría tiempo que las mujeres necesitaban como amas de casa y madres. Además consideraban que las mujeres podían influir en la política a través de sus esposos. También temían que las mujeres se masculinizaran y brutalizaran si se metían en el «sucio negocio» de la política. Las disputas políticas perturbarían la paz familiar y socavarían la autoridad del esposo y el padre como cabeza de familia.
Las activistas también creían que las mujeres ya estaban suficientemente cargadas con el trabajo en la familia y en la sociedad. El derecho al voto no les ayudaría con esto y con sus problemas, como la violencia sexual y las desventajas en el lugar de trabajo. Sobre todo las mujeres con menor nivel educativo deberían estar protegidas de este deber adicional. Los otros deberes que inevitablemente seguirían a la concesión de la igualdad de derechos, como el servicio militar, también les resultaban gravosos.
Las activistas, en su mayoría políticamente burguesas, también sintieron en general los cambios sociales de las décadas de 1950 y 1960 como una amenaza para el orden social y, por tanto, para su propia posición. Por ejemplo, temían que la política suiza se deslizara hacia la izquierda como resultado del sufragio femenino, porque veían a las «mujeres comunes» como manipulables por la izquierda. También estaban convencidas de que muchas mujeres (conservadoras), especialmente en las zonas rurales, no querían el derecho al voto. Por lo tanto, su activismo político aparentemente paradójico también puede interpretarse como la búsqueda racional de sus propios intereses políticos.

## Publicaciones
- Der Züri-Bote (1966)